# Полтавка (Первомайський район)
Полта́вка —  село в Україні, у Кам'яномостівській селищній громаді Первомайського району Миколаївської області. Населення становить близько 100 осіб.

## Населення

### Мова
Розподіл населення за рідною мовою за даними перепису 2001 року:
| Мова       | Кількість | Відсоток |
| ---------- | --------- | -------- |
| українська | 516       | 95.56%   |
| російська  | 12        | 2.22%    |
| румунська  | 11        | 2.04%    |
| вірменська | 1         | 0.18%    |
| Усього     | 540       | 100%     |

## Полтавська гімназія Кам'яномостівської сільської ради Первомайського району Миколаївської області
Код закладу в ЄДЕБО
135471
Повна назва
Полтавська гімназія Кам'яномостівської сільської ради Первомайського району Миколаївської області
Скорочена назва
Полтавська гімназія
Статус
працює
Тип закладу
гімназія
Форма власності
Комунальна
Адреса
с. Полтавка, Первомайський р-н, Миколаївська обл., вулиця Шкільна, 1
Найменування органу, до сфери управління якого належить заклад освіти
Відділ освіти, культури, молоді та спорту Кам'яномостівської сільської ради
Веб-сайт
http://poltavka-shkola.ucoz.ua
Директор школи
Рудковська Людмила Миколаївна